# Risoba lunata
Risoba lunata är en fjärilsart som beskrevs av Heinrich Benno Möschler 1888. Risoba lunata ingår i släktet Risoba och familjen trågspinnare. Inga underarter finns listade.